# Българистика Nuova
„Българистика Nuova“ е електронният годишник на департамент Нова българистика на Нов български университет. Излиза от 2012 г.
В „Българистика Nuova“ се публикуват научноизследователски трудове на преподаватели, материали, свързани с гостуващи преподаватели, рецензии за книги на членовете на департамента. Представят се и най-добрите текстове на дипломиращите се през годината бакалаври, магистри и докторанти, както и художествени текстове (разкази, есета и стихотворения) на участници в програмите по творческо писане.

## Редакционна колегия
- доц. Едвин Сугарев
- гл. ас. д-р Биляна Курташева
- д-р Мария Огойска

## Броеве
- Год. I, 2012 (за 2010 – 2011).[2]
  - Съдържа студии в проблемното поле „Антология и канон“, четири изследвания на творчеството на Яворов и откъси от дипломни работи – анкети с писателите Теодора Димова и Екатерина Йосифова.
- Год. II, 2013 (за 2012).[3]
  - Съдържа доклади от конференциите, посветени на Цветан Марангозов[4][5] и Иван Цанев[6], от конференцията от поредицата „Годините на литературата“, посветена на 1925 година, текстове от Атанас-Славови четения 2012[7] и студентски художествени опити по темата „Аз съм…“.
- Год. III, 2015 (за 2014 – 2015).[8]
  - Съдържа блока „Четем Яворов: 100 години по-късно“, доклади от Националната научна конференция „9 септември 1944: Край и начало, литература и политика“[9] и студентски художествени опити.